# Nicolas Sursock
Pour les articles homonymes, voir Sursock.
Nicolas Ibrahim Sursock est un collectionneur d'art libanais du XXe siècle, né en 1875 et mort en 1952.

## Biographie
Membre de l'importante famille Sursock de Beyrouth, Nicolas Sursock lègue à la ville de Beyrouth sa demeure, construite à partir de 1912, ainsi que sa collection d'art afin qu'elle soit transformée en musée, qui porte aujourd'hui son nom.